# مانیاس
مانیاس (به ترکی استانبولی: Manyas) یک منطقهٔ مسکونی در ترکیه است که در استان بالیکسیر واقع شده‌است.